# Kukab

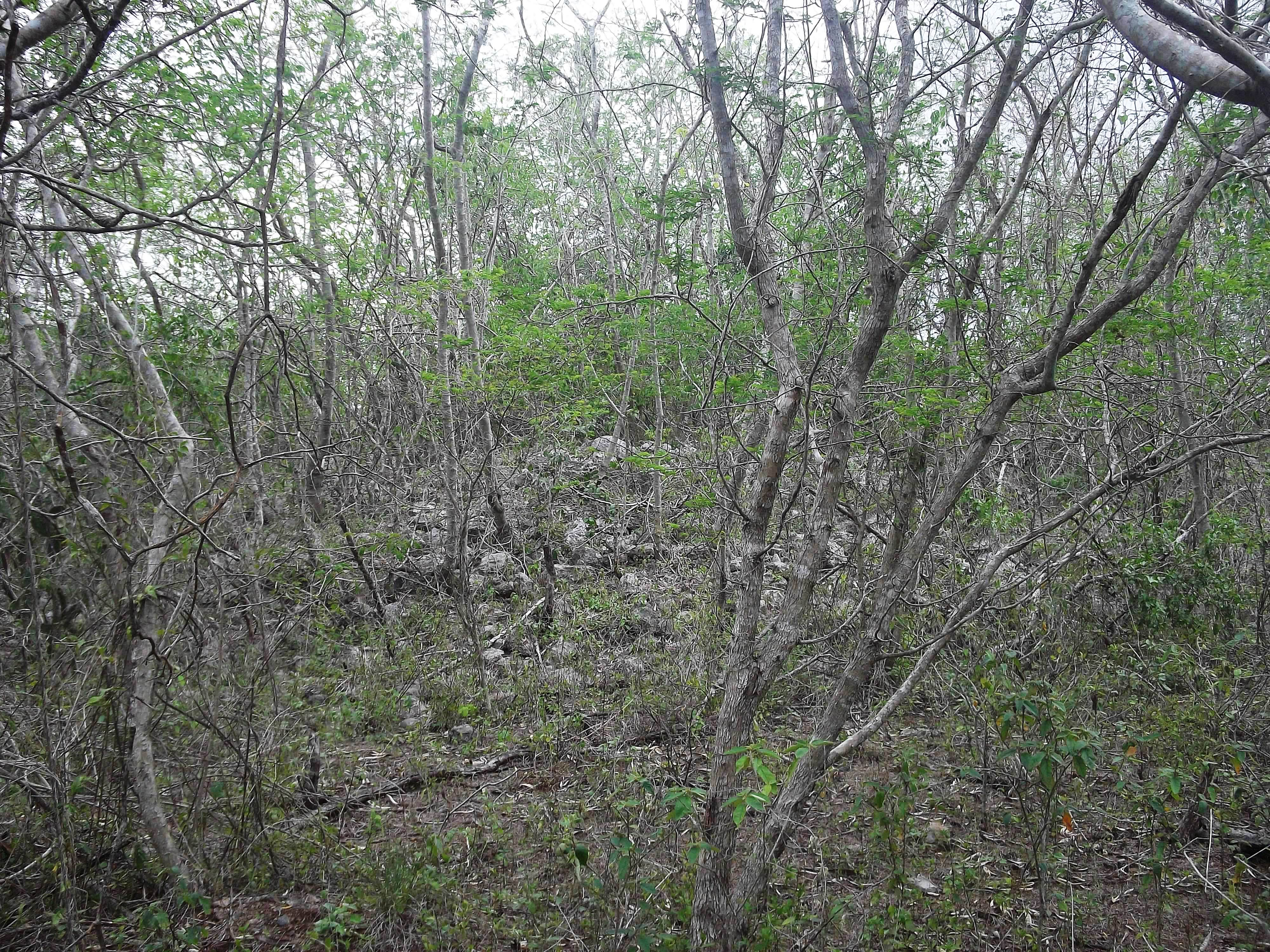
Estructura del sitio arqueológico de Kukab, Yucatán.

Kukab es el nombre de un yacimiento arqueológico maya precolombino que se encuentra cerca del poblado de Tixpéhual, en Yucatán, México.
El yacimiento ocupa una extensión de aproximadamente 10 ha, donde se encuentran dispersas decenas de estructuras y vestigios de las mismas, rodeados de una muralla de poca altura. Entre estos vestigios, se consigna la existencia de un montículo que contiene un templo relativamente importante en cuyas paredes se pueden ver residuos pictóricos.
El sitio es atravesado por un sacbé que habría unido en el periodo posclásico (cronología mesoamericana a la que corresponde el yacimiento) la población de Tixpéhual con la vieja ciudad de T'Hó (actualmente la ciudad de Mérida, capital del estado de Yucatán).

## Galería

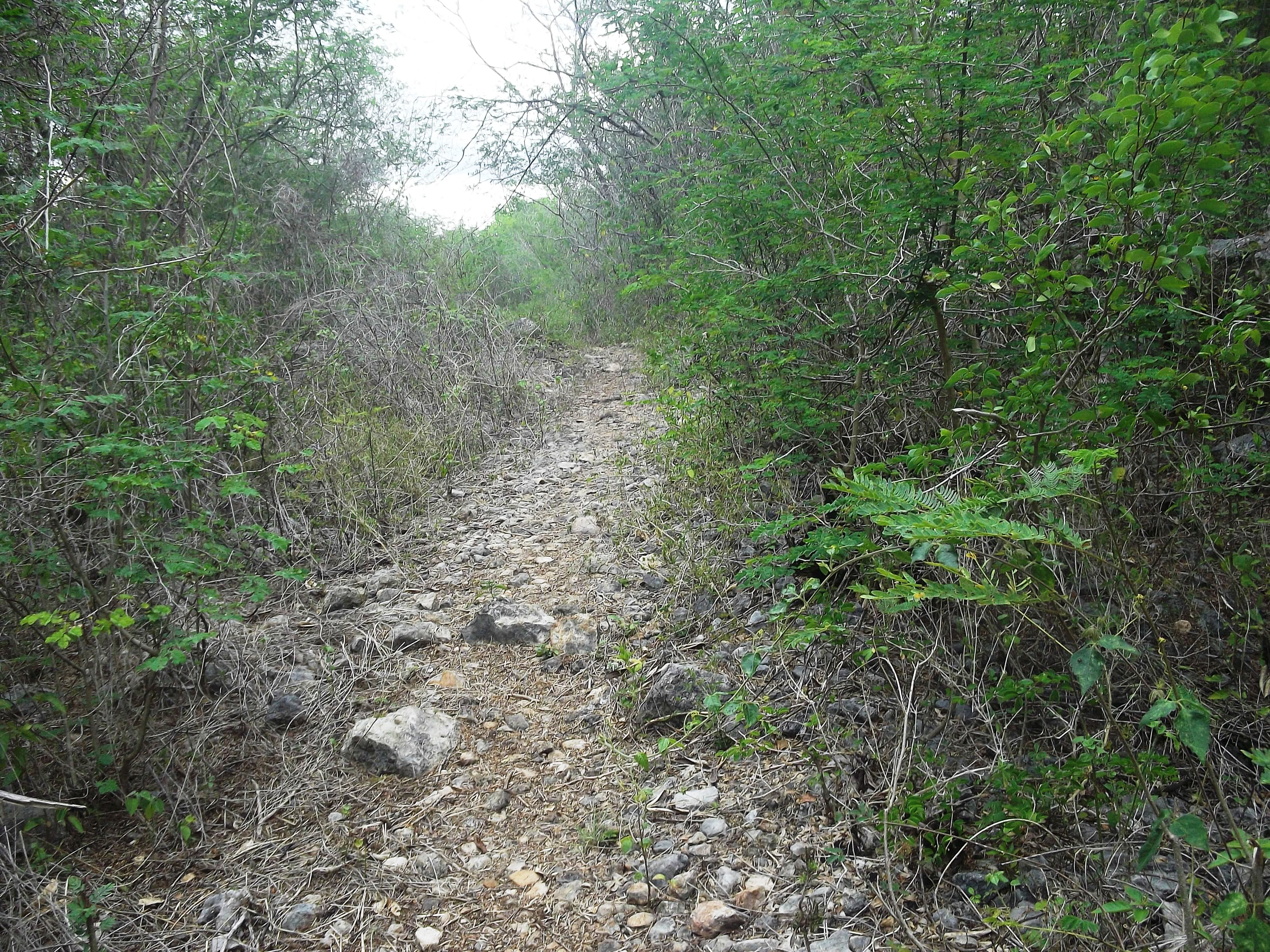
Vestigios mayas de Kukab.
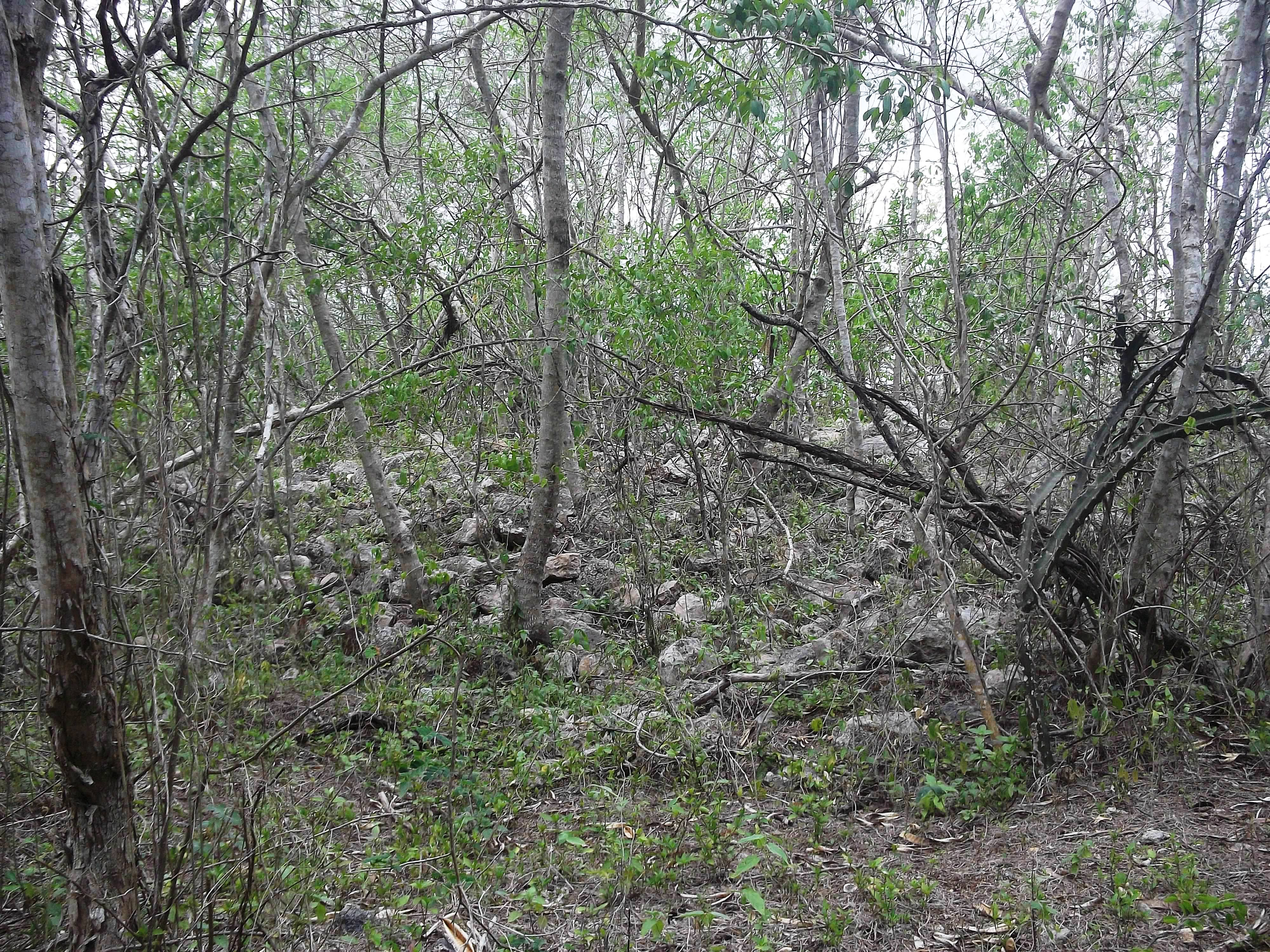
Vestigios mayas de Kukab.
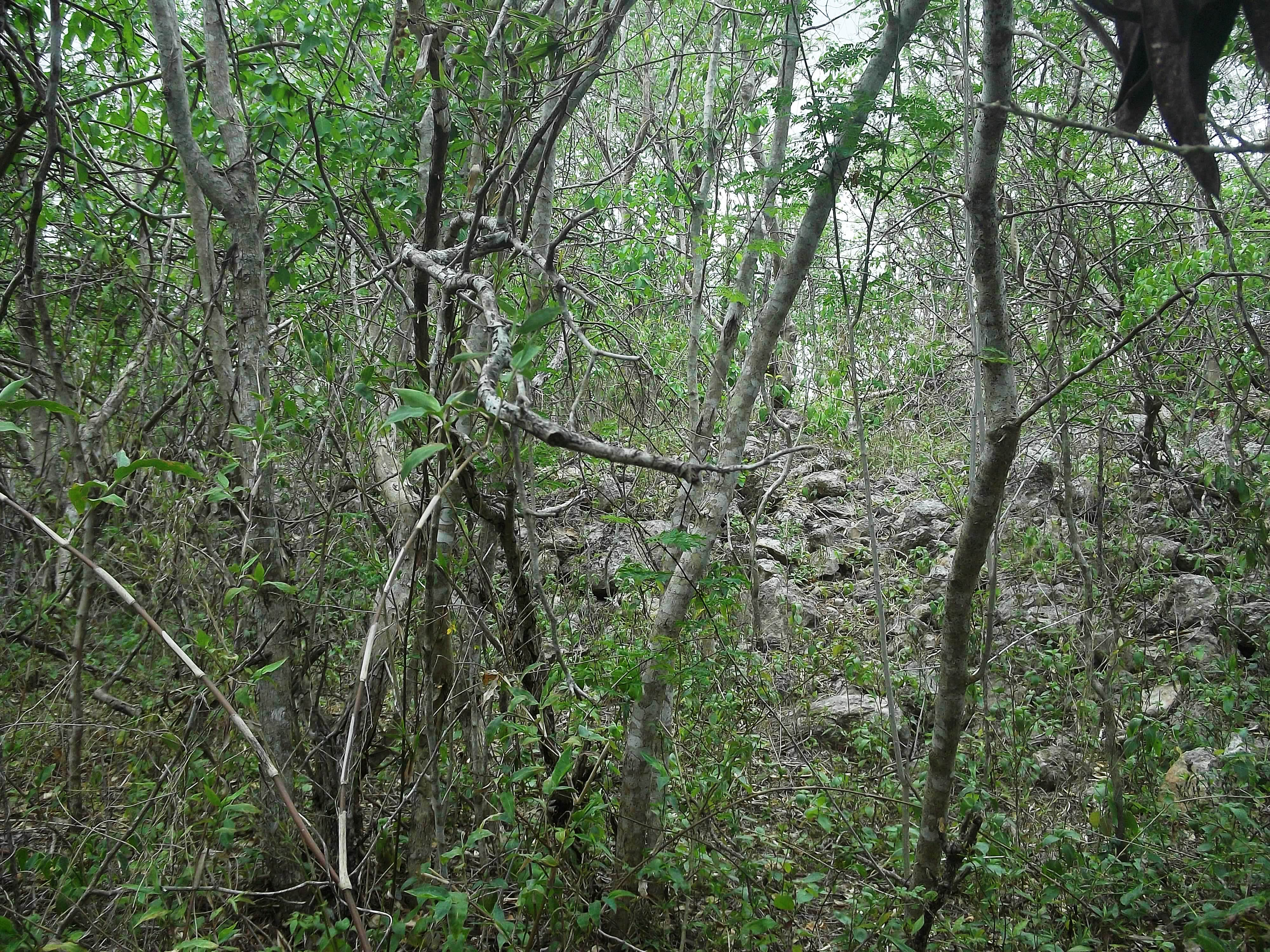
Vestigios mayas de Kukab.
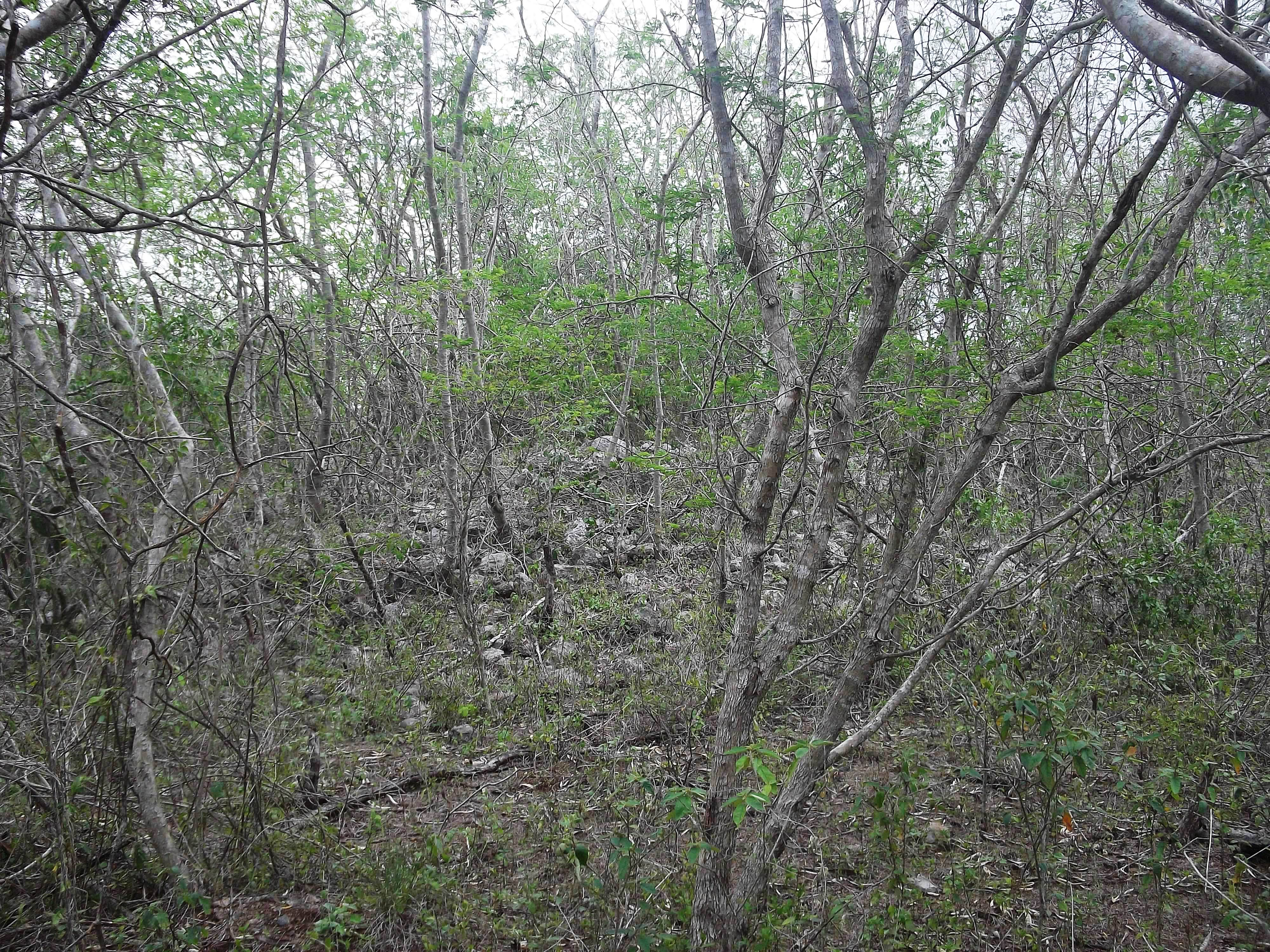
Vestigios mayas de Kukab.
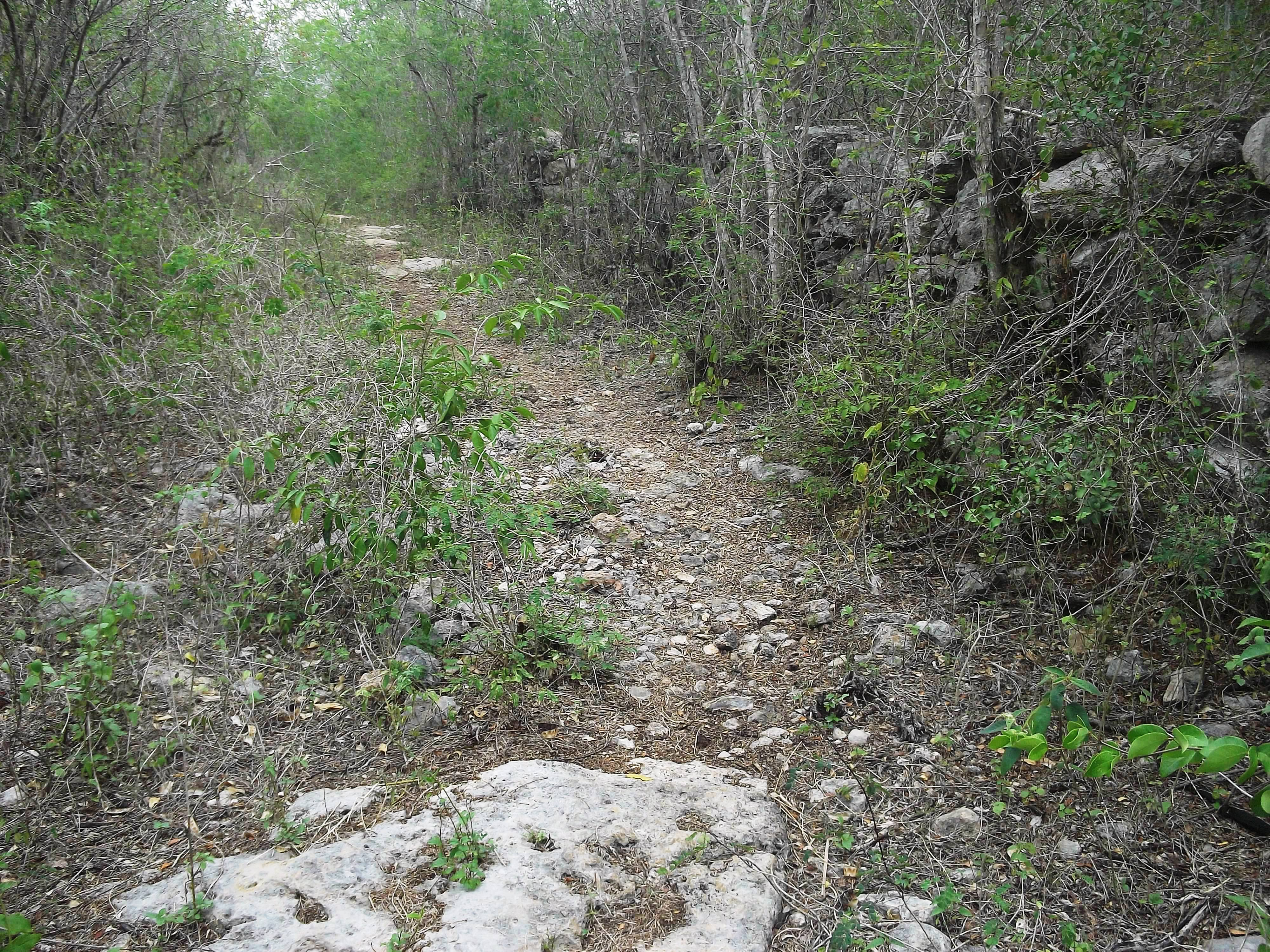
Vestigios mayas de Kukab.
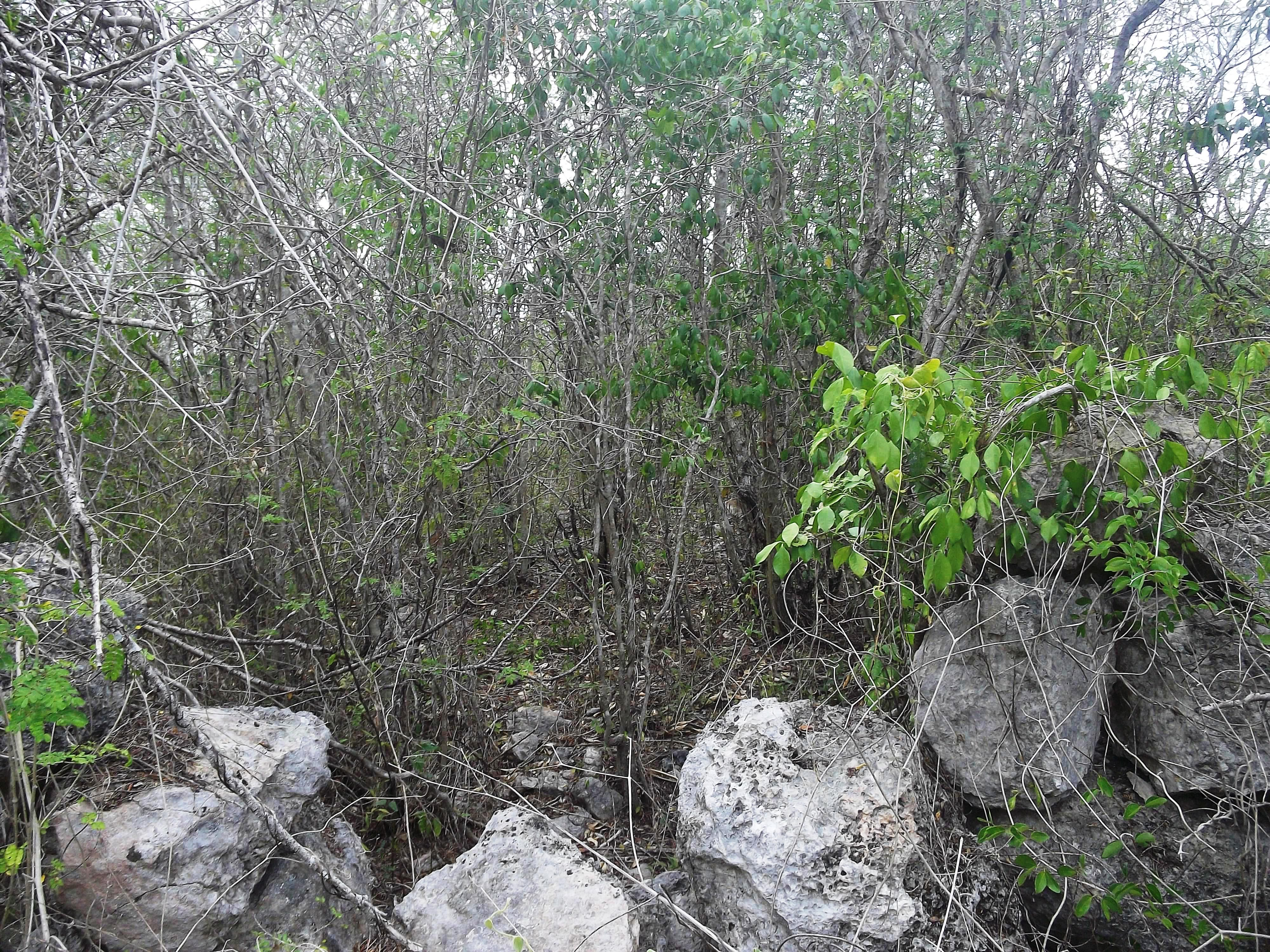
Vestigios mayas de Kukab.